# Arrancy-sur-Crusnes
 Arrancy-sur-Crusnes  es una población y comuna francesa, en la región de Lorena, departamento de Mosa, en el distrito de Verdún y cantón de Spincourt.

## Historia
La comuna se denominó Arrancy-sur-Crusne hasta el 31 de diciembre de 2021.

## Demografía
| 461 | 447 | 406 | 361 | 365 | 322 |
| Para los censos de 1962 a 1999 la población legal corresponde a la población sin duplicidades (Fuente: INSEE [Consultar]) |     |     |     |     |     |